# 1000-ліття Лядівського скельного монастиря (срібна монета)
«1000-лі́ття Ляді́вського ске́льного монастиря́» — срібна ювілейна монета номіналом 20 гривень, випущена Національним банком України. Присвячена 1000-літтю від дня заснування Лядівського Свято-Усікновенського скельного монастиря Антонієм Печерським — одному з найдавніших православних монастирів, який також називають Подільським Афоном. Монастир розташований на лівому березі Дністра біля села Лядова, околиці якого належать до унікальних природних об'єктів Середнього Подністров'я.
Монету було введено в обіг 17 квітня 2013 року. Вона належить до серії «Духовні скарби України».

## Опис та характеристики монети
| Номінал грн. | Метал            | Маса, грам   | Діаметр, мм. | Якість виготовлення       | Гурт                           | Тираж, штук |
| ------------ | ---------------- | ------------ | ------------ | ------------------------- | ------------------------------ | ----------- |
| 20           | срібло 925 проби | 62,2 / 67,25 | 50,0         | спеціальний анциркулейтед | гладкий із заглибленим написом | 3 000       |

### Аверс
На аверсі монети розміщено: угорі напис півколом «НАЦІОНАЛЬНИЙ БАНК УКРАЇНИ», праворуч — малий Державний Герб України, стилізовану композицію, у центрі якої — Антоній Печерський на тлі скель, що нагадують крила, унизу — давньоруський орнамент і напис півколом «ДВАДЦЯТЬ ГРИВЕНЬ», праворуч — рік карбування монети «2013».

### Реверс
На реверсі монети зображено: стилізований фрагмент скельного монастиря, хресний хід монахів і паломників, Голуба (угорі ліворуч) і промені, що є символом «Святого Духа», а також по колу написи — «1000/ЛІТТЯ» (угорі) «ЛЯДІВСЬКИЙ СВЯТО-УСІКНОВЕНСЬКИЙ СКЕЛЬНИЙ МОНАСТИР» (по колу).

## Автори
- Художник — Кочубей Микола.

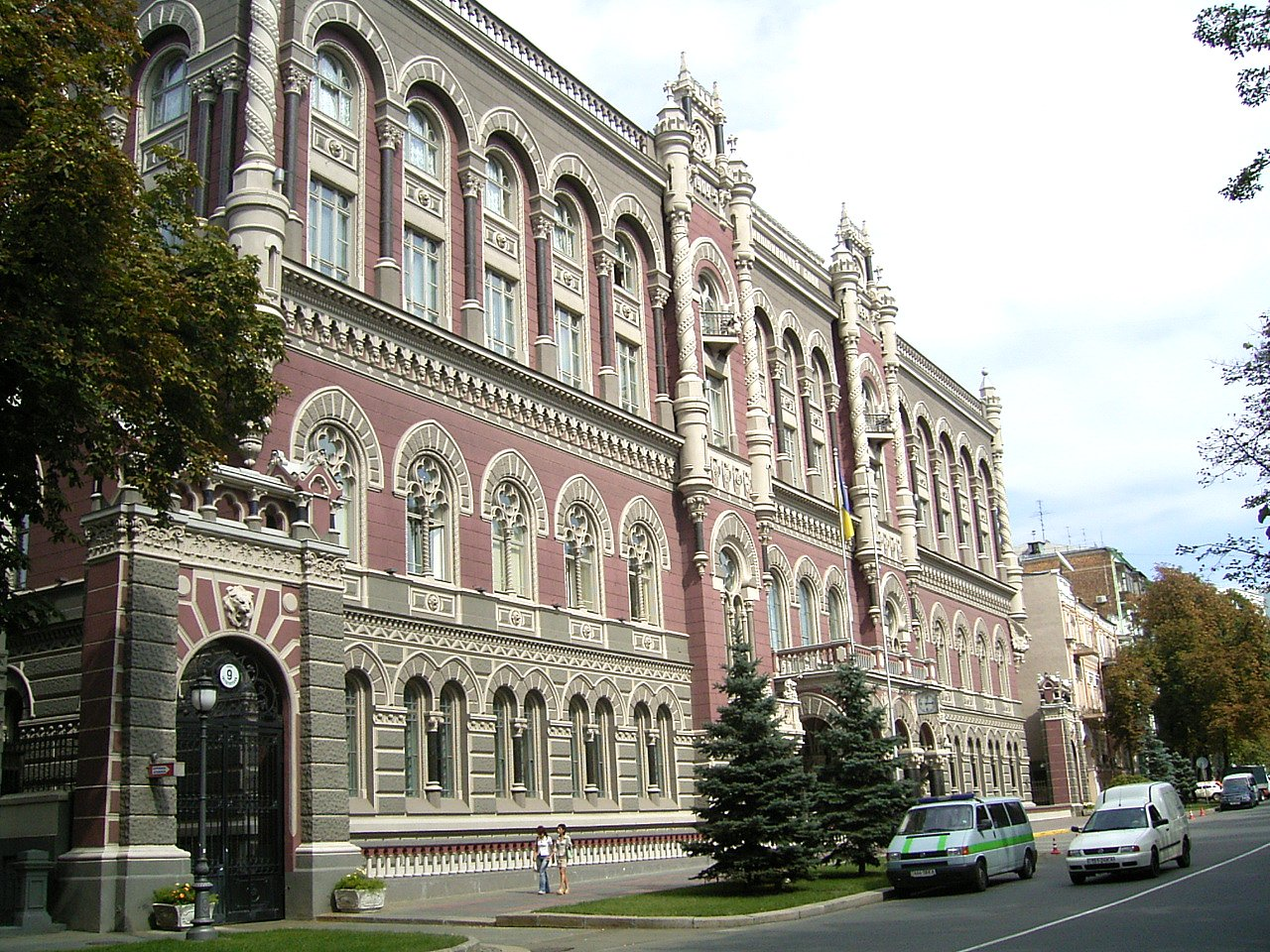
Будівля Національного банку України

- Скульптори: Дем'яненко Володимир, Чайковський Роман.

## Вартість монети
Ціна монети — 1085 гривень, була вказана на сайті Національного банку України у 2015 році.
Фактична приблизна вартість монети, з роками змінювалася так:
| Рік        | 2013  | 2014  | 2015  | 2016  | 2017  | 2018  | 2019  | 2020  | 2021  | 2022  | 2023  | 2024  | 2025  |
| ---------- | ----- | ----- | ----- | ----- | ----- | ----- | ----- | ----- | ----- | ----- | ----- | ----- | ----- |
| Ціна, грн. | 1 070 | 1 100 | 1 345 | 2 000 | 1 700 | 1 900 | 1 900 | 1 950 | 3 800 | 3 500 | 4 500 | 8 000 | 8 200 |